# Florence – A tökéletlen hang
A Florence – A tökéletlen hang (eredeti cím: Florence Foster Jenkins) 2016-ban bemutatott brit–francia életrajzi film, amelyet Stephen Frears rendezett.
A forgatókönyvet Nicholas Martin írta. A producerei Michael Kuhn és Tracey Seaward. A főbb szerepekben Meryl Streep, Hugh Grant, Simon Helberg, Rebecca Ferguson és Nina Arianda láthatóak. A zeneszerzője Alexandre Desplat. A tévéfilm gyártója a Pathé, a BBC Films és a Qwerty Films, forgalmazója a 20th Century Fox.
Az Egyesült Királyságban 2016. május 6-án, Franciaországban 2016. július 13-án, Magyarországon 2016. szeptember 18-án mutatták be a mozikban.

## Rövid történet
Florence Foster Jenkins gazdag örökösnő, aki híres énekesnő szeretne lenni, azonban ehhez semmi érzéke nincsen. Színész férje koncertet szervez neki a Carnegie Hallban.

## Szereplők
| Szereplő                | Színész          | Magyar hang     |
| ----------------------- | ---------------- | --------------- |
| Florence Foster Jenkins | Meryl Streep     | Ráckevei Anna   |
| St Clair Bayfield       | Hugh Grant       | Stohl András    |
| Cosmé McMoon            | Simon Helberg    | Kovács Lehel    |
| Kathleen                | Rebecca Ferguson | Györgyi Anna    |
| Agnes Stark             | Nina Arianda     | Szávai Viktória |
| Phineas Stark           | Stanley Townsend | Faragó András   |
| John Totten             | Allan Corduner   | Harsányi Gábor  |
| Earl Wilson             | Christian McKay  | Barát Attila    |
| Carlo Edwards           | David Haig       | Háda János      |
| Dr. Hermann             | John Sessions    | Konrád Antal    |
| Kitty                   | Bríd Brennan     | Kocsis Judit    |
| Arturo Toscanini        | John Kavanagh    | Szokolay Ottó   |
| Mrs. James O'Flaherty   | Maggie Steed     | Halász Aranka   |
| Mrs. Oscar Garmunder    | Thelma Barlow    | Pásztor Erzsi   |
| Le Feyre bárónő         | Paola Dionisotti | Kassai Ilona    |
| Mrs. Patsy Snow         | Rhoda Lewis      | Zsolnay Júlia   |
| Cole Porter             | Mark Arnold      | Bolla Róbert    |
| Augustus Corbin         | David Mills      | Bardóczy Attila |
| Carlton Smith           | David Menkin     | Damu Roland     |
| Smith közlegény         | Tunji Kasim      | Adányi Alex     |
| Ezredes                 | Ewan Stewart     | Forgács Gábor   |
| Pearl                   | Georgina Morton  | Kis-Kovács Luca |
| Hangmérnök              | Lloyd Hutchinson | Katona Zoltán   |